# Hurricane Rock
Hurricane Rock е компилация на някои от най-популярните песни на германската рок група „Скорпиънс“, издадена през 1990 г. Албумът съдържа подбор на песни, подредени в хронологичен ред, вариращи от Speedy's Coming, взета от Fly to the Rainbow (1974) до Rhythm of Love от Savage Amusement (1988). Песните включени в Hurricane Rock са от периодите, когато групата работи със звукозаписните компании „Ар Си Ей Рекърдс“ (през 70-те) и „И Ем Ай“ (през 80-те) и представлява антология на повечето от класическите рок песни, но липсват голям част от типичните за творчеството на „Скорпиънс“ лирични „мощни“ рок балади.
Обложката е снимка, направена при издаването на студийния албум Lovedrive през 1979 г., на която е класическият и най-успешен състав на групата в периода 1978 – 1992 г.

## Списък с песните
1. Speedy's Coming – 3:35
2. In Trance – 4:43
3. Robot Man – 2:42
4. Polar Nights – 5:04
5. We'll Burn the Sky – 6:27
6. Steamrock Fever – 3:35
7. He´s A Woman – She´s A Man – 3:14
8. Another Piece of Meat – 3:33
9. Coast to coast – 4:42
10. Lovedrive – 4:51
11. The Zoo – 5:28
12. Blackout – 3:47
13. Can´t Live Without You – 3:44
14. When the Smoke is Going Down – 3:49
15. Dynamite – 4:10
16. Rock You Like a Hurricane – 4:10
17. Coming Home – 4:58
18. Rhythm of Love – 3:48

## Музиканти
- Клаус Майне – вокали
- Рудолф Шенкер – китари
- Матиас Ябс – китари
- Франсис Буххолц – бас китара
- Херман Раребел – барабани
- Михаел Шенкер – тежки китари
- Руди Ленърс – барабани
- Ули Джон Рот – китара
- Юрген Розентал – барабани